# The Season Standard
The Season Standard ist eine Band aus Berlin.

## Geschichte
Die EP Caudle Cameo erschien im Jahr 2006. 2008 folgte das Album Squeeze Me Ahead of Line.

## Stil und Rezeption
Die Band selbst beschreibt ihren Stil als Potpourri aus Mathcore, Free Jazz und zeitgenössischem Funk. Mitunter wird sie mit King Crimson und Sieges Even verglichen, der Gesang von Mathias Jähnig mit dem von The Mars Volta. Mit King Crimson verbindet The Season Standard auch Personelles; Produzent Markus Reuter arbeitete bereits mit Pat Mastelotto zusammen, auf Squeeze Me Ahead of Line ist außerdem Trey Gunn an der Gitarre zu hören.

## Diskografie
- 2006: Caudle Cameo (EP)
- 2008: Squeeze Me Ahead of Line